# Fontenu
Pour les articles homonymes, voir Fontenu (homonymie).
Fontenu est une commune française située dans le département du Jura, dans la région culturelle et historique de Franche-Comté et la région administrative Bourgogne-Franche-Comté.

## Géographie

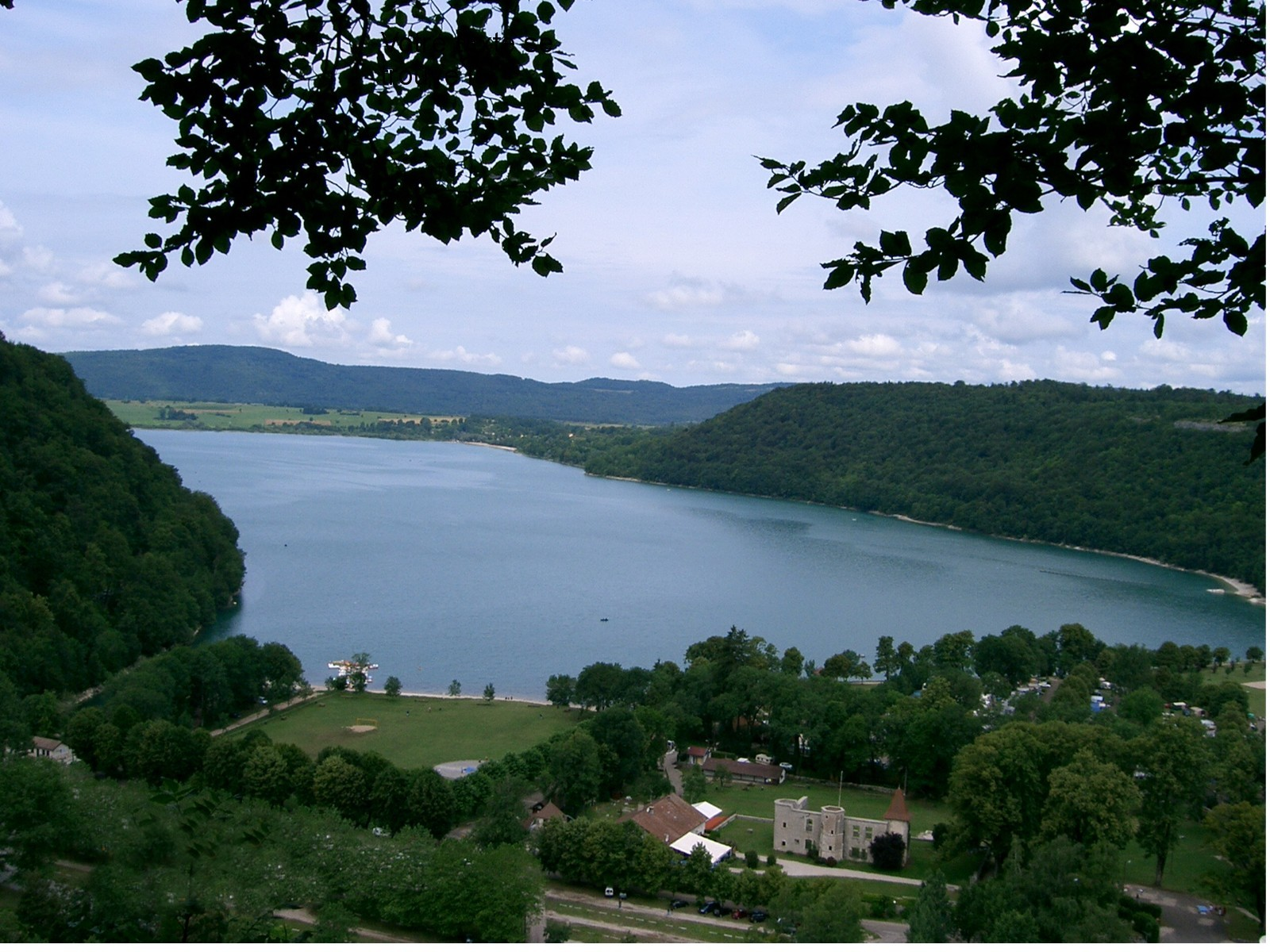
Fontenu - lac de Chalain.

Le site de ce petit village de moyenne montagne sur le deuxième plateau du Jura, à 15 km de Champagnole et 30 km de Lons-le-Saunier, est remarquable par sa position en surplomb au-dessus du lac de Chalain qui constitue une partie importante du territoire de la commune de Fontenu.
Le relief karstique caractéristique de la région des lacs jurassiens se manifeste par des gouffres et des lacs souterrains propices à la spéléologie (Lésine de Prévalot,…). En particulier, les falaises impressionnantes (jusqu'à près de 80 mètres par endroits) de la reculée de Chalain enserrent l'un des plus grands lacs naturels  de France (232 hectares : presque 3 kilomètres de long, plus de 1 kilomètre de large et une profondeur maximale de plus de 30 mètres) dont l'extrémité Est constitue le domaine de Chalain aménagé par le département du Jura en centre touristique avec son camping et sa base de loisirs. Le site a fait l'admiration de nombreux visiteurs : « Impossible de rêver un aspect plus sauvage et plus romantique. La plume ne saurait le reproduire » écrivent par exemple F. Guillermet et B. Prost à la fin du XIXe siècle.

### Climat
Pour des articles plus généraux, voir Climat de la Bourgogne-Franche-Comté et Climat du département du Jura.
En 2010, le climat de la commune est de type climat de montagne, selon une étude du Centre national de la recherche scientifique s'appuyant sur une série de données couvrant la période 1971-2000. En 2020, Météo-France publie une typologie des climats de la France métropolitaine dans laquelle la commune est exposée à un climat semi-continental et est dans la région climatique  Jura, caractérisée par une forte pluviométrie en toutes saisons (1 000 à 1 500 mm/an), des hivers rigoureux et un ensoleillement médiocre. 
Pour la période 1971-2000, la température annuelle moyenne est de 8,9 °C, avec une amplitude thermique annuelle de 16,5 °C. Le cumul annuel moyen de précipitations est de 1 609 mm, avec 12,8 jours de précipitations en janvier et 10,1 jours en juillet. Pour la période 1991-2020, la température moyenne annuelle observée sur la station météorologique de Météo-France la plus proche, « Champagnole », sur la commune de Champagnole à 11 km à vol d'oiseau, est de 9,4 °C et le cumul annuel moyen de précipitations est de 1 573,2 mm. 
La température maximale relevée sur cette station est de 37,5 °C, atteinte le 24 juillet 2019 ; la température minimale est de −23,5 °C, atteinte le 24 décembre 2001,,. 
Les paramètres climatiques de la commune ont été estimés pour le milieu du siècle (2041-2070) selon différents scénarios d'émission de gaz à effet de serre à partir des nouvelles projections climatiques de référence DRIAS-2020. Ils sont consultables sur un site dédié publié par Météo-France en novembre 2022.

## Urbanisme

### Typologie
Au 1er janvier 2024, Fontenu est catégorisée commune rurale à habitat dispersé, selon la nouvelle grille communale de densité à sept niveaux définie par l'Insee en 2022.
Elle est située hors unité urbaine. Par ailleurs la commune fait partie de l'aire d'attraction de Champagnole, dont elle est une commune de la couronne,. Cette aire, qui regroupe 43 communes, est catégorisée dans les aires de moins de 50 000 habitants,.

### Occupation des sols
L'occupation des sols de la commune, telle qu'elle ressort de la base de données européenne d’occupation biophysique des sols Corine Land Cover (CLC), est marquée par l'importance des forêts et milieux semi-naturels (43,3 % en 2018), une proportion identique à celle de 1990 (43,3 %). La répartition détaillée en 2018 est la suivante : 
forêts (43,3 %), eaux continentales (23,3 %), zones agricoles hétérogènes (20,9 %), terres arables (7,2 %), espaces verts artificialisés, non agricoles (4,1 %), zones humides intérieures (1,3 %). L'évolution de l’occupation des sols de la commune et de ses infrastructures peut être observée sur les différentes représentations cartographiques du territoire : la carte de Cassini (XVIIIe siècle), la carte d'état-major (1820-1866) et les cartes ou photos aériennes de l'IGN pour la période actuelle (1950 à aujourd'hui).

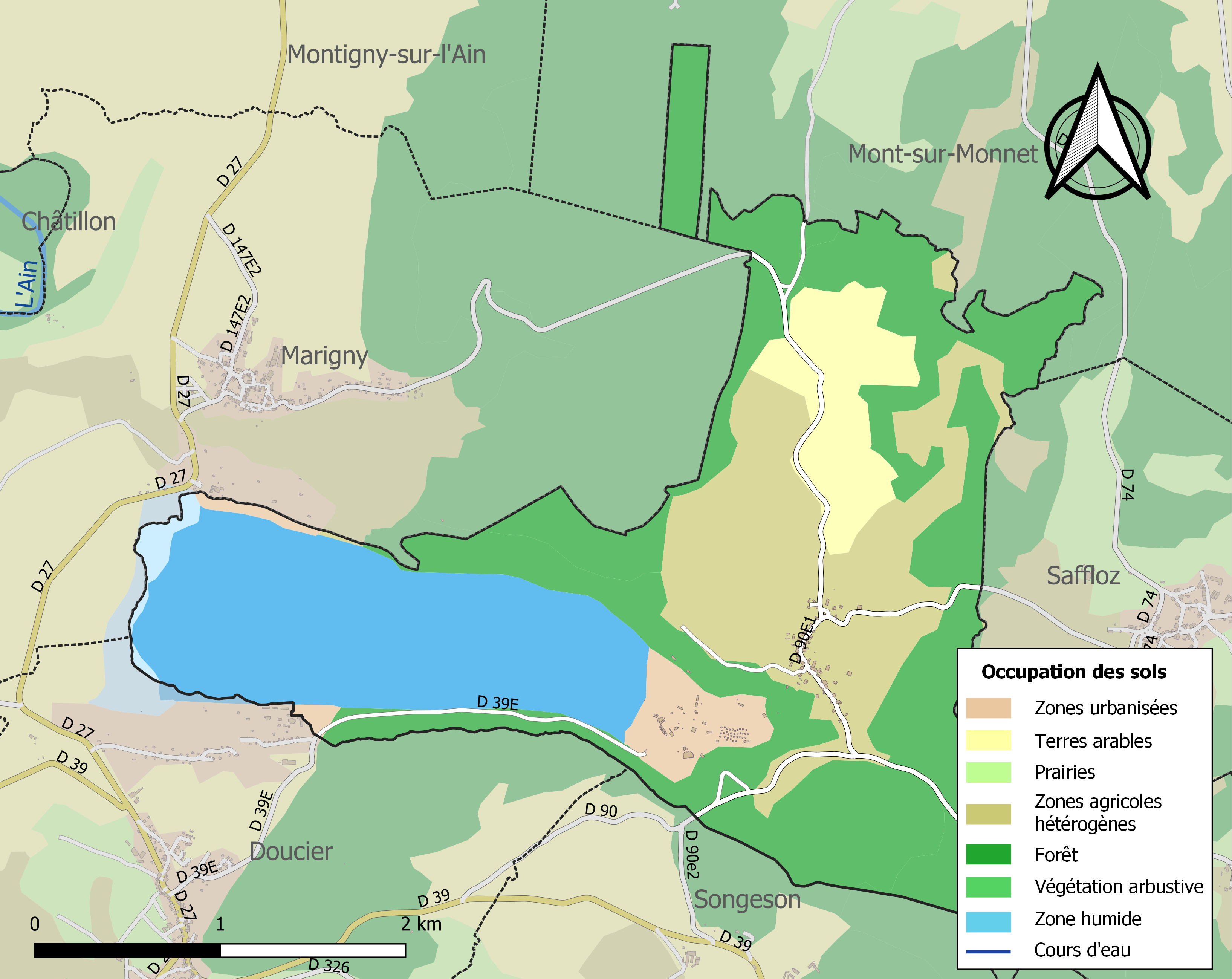
Carte des infrastructures et de l'occupation des sols de la commune en 2018 (CLC).

## Toponymie
Son nom vient du mot fontaine qui signifie à l'origine source. Le village-rue est en effet installé le long d'un ruisseau souterrain qui alimentait divers puits ainsi qu'une mare aujourd'hui comblée mais visible sur le cadastre du XIXe siècle. Certaines de ces fontaines ont été restaurées dans le cadre du patrimoine de pays il y a quelques années.

## Histoire
La présence humaine repérable sur le territoire de la commune de Fontenu est très ancienne et les fouilles menées à l'extrémité ouest du lac de Chalain en 1904 et reprises dans les années récentes ont mis au jour une implantation s'étendant de 4000 à 750 av. J.-C. Les vestiges extrêmement nombreux d'une cité lacustre occupée du Néolithique jusqu'à l'Âge du bronze sont regroupés au musée archéologique de Lons-le-Saunier, en particulier une pirogue de 9,35 m, creusée dans un tronc de chêne et parfaitement conservée dans les marnes du bord du lac qui n'avait d'ailleurs pas exactement la même configuration qu'aujourd'hui. Datée par la dendrochronologie, la pirogue aurait été taillée aux environs de l'an 1000 av. J.-C., (en -959 exactement), soit à l'âge du bronze final.

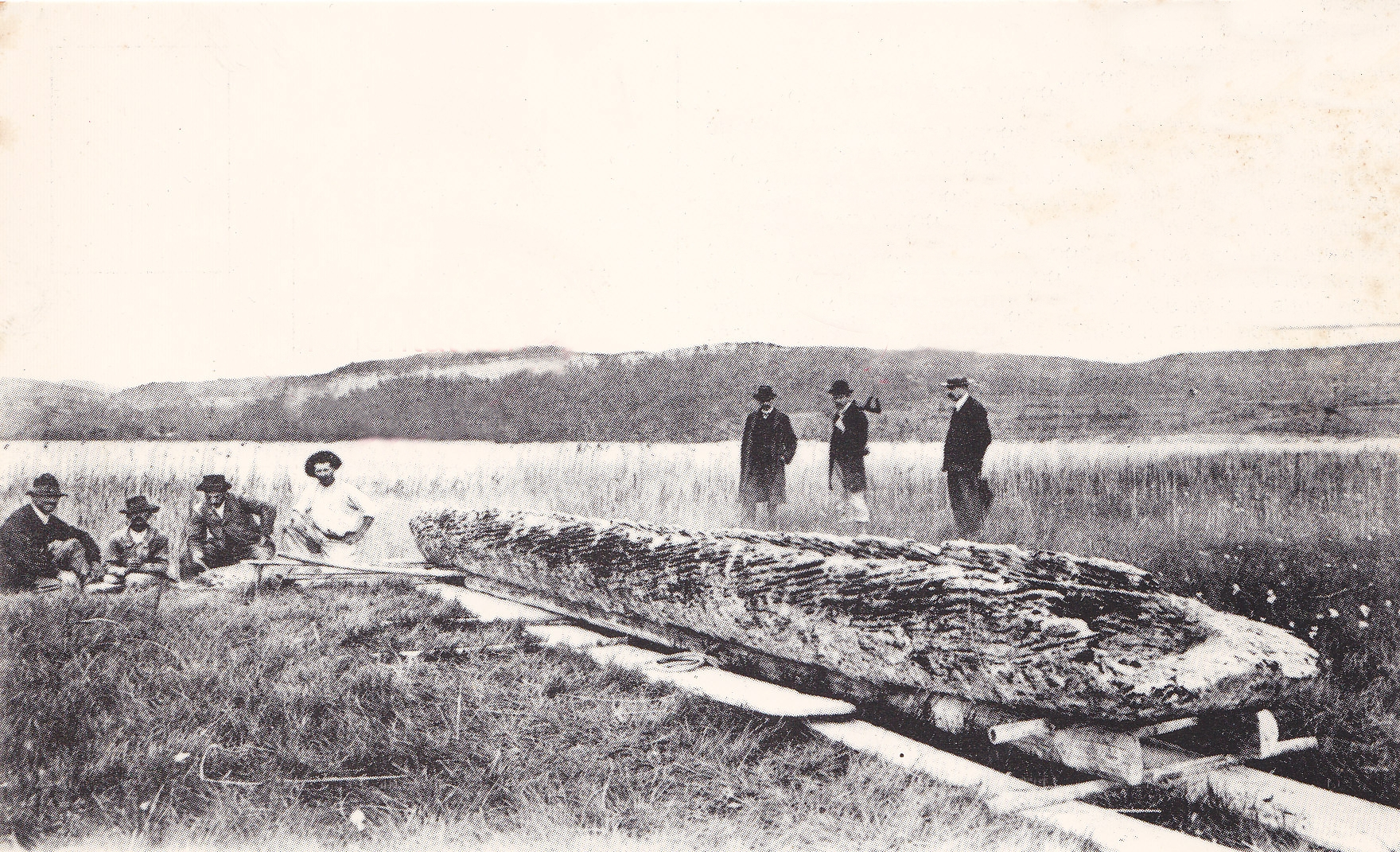
Découverte de la pirogue de Chalain en 1904.

Le territoire semble être resté par la suite à l'écart de l'implantation gallo-romaine puis burgonde dans la proche vallée de l'Ain et ce n'est qu'au Moyen Age, vers le XIIIe siècle qu'on note l'existence d'un château-relais de chasse dans le fond de la reculée, sur une légère butte. Il reste les ruines de ce bâtiment remanié au cours des siècles avant d'être inoccupé et finalement incendié accidentellement en août 1945. La vaste propriété qui incluait le lac a appartenu à diverses familles avant d'aboutir en 1693 aux Blandin de Chalain dont la branche locale s'est éteinte dans les années 1950. Cette famille avait fait édifier à côté du vieux bâtiment une demeure qu'on appelait « le petit château » et avait installé un fermier pour exploiter les terres. Elle avait même lancé au début du XXe siècle, à la place d'un moulin hydraulique plus ancien, une petite usine de tournerie qui fabriquait entre autres des bobines destinées aux filatures de soie de Lyon en utilisant la petite chute d'eau à la résurgence d'une rivière souterraine appelé le "Lac Bleu" (on trouve aussi la dénomination Gour Bleu). Le département deviendra propriétaire du domaine à la fin des années cinquante et le transformera en centre touristique international.
Les meilleures terres du plateau (plutôt médiocres malgré tout) ont été défrichées sans doute à la fin du Moyen Âge et finalement s'est constitué un petit village dépendant du château de Chalain avec une chapelle du XVIIe consacrée à saint Bonnet et desservie sans doute par le chapelain du seigneur. Le village (devenu commune) a ensuite été rattaché à diverses paroisses pour finir par le rattachement à Songeson dans les années 1900 et un peu plus tard le rattachement à la paroisse de Saffloz, aujourd'hui elle-même incluse dans un ensemble plus vaste.
L'application des lois Ferry à la fin du XIXe siècle a conduit à l'ouverture d'une école communale à classe unique qui fermera en 1964.
Le début du XXe siècle a vu des progrès importants : l'installation de l'électricité produite par la turbine de Marigny s'est faite en 1924 et l'eau courante a été amenée par pompage d'une source de Chalain dans les années 1927-1928. La gare la plus proche était Chatillon-sur-Ain, à 8 km, où l'on se rendait à pied ou en carriole, tirée en général par des bœufs.
En 1944, un groupe de Résistants appelé "le Maquis de Fontenu" s'est constitué  sur la commune : basé à Chalain, il a participé aux actions de la Libération sous le commandement du capitaine Vauthier en août 1944 comme l'attaque de Lons-le-Saunier.

## Politique et administration
| Période | Période  | Identité                  | Étiquette | Qualité                    |
| ------- | -------- | ------------------------- | --------- | -------------------------- |
| 1848    | ?        | Victor Blandin de Chalain |           |                            |
| 1953    | 1989     | Robert Perrin             |           |                            |
| 1989    | 2003     | Louis Girardot            |           |                            |
| 2003    | 2020     | Roger Monnier             | DVG       | Retraité de l'enseignement |
| 2020    | En cours | Alexandre Perrin          |           |                            |

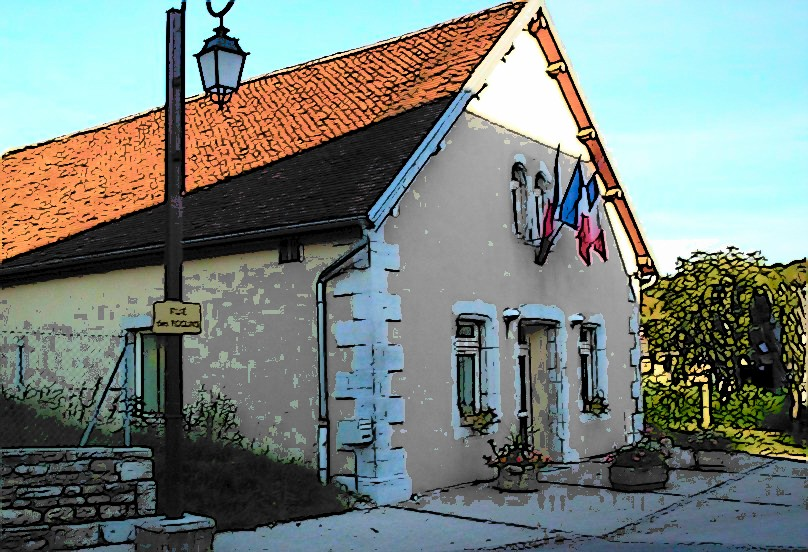
Mairie de Fontenu (Jura).

Dans la période récente il faut remarquer la longue présence au poste de maire de Robert Perrin qui pendant 36 ans a dirigé la commune et contribué à sa modernisation. Durant ces six mandats, de 1953 à 1989, les routes ont été progressivement asphaltées, l'approvisionnement en eau potable transformé, le réseau d'égouts mis en place progressivement, les terres agricoles remembrées en 1988-1989 et le domaine du lac de Chalain aménagé en centre de tourisme par le département du Jura.
Grâce aux retombées économiques du camping de Chalain, son successeur Louis Girardot (contraint à la démission pour maladie en 2003) a pu déplacer la mairie dans le bâtiment de l'ancienne fromagerie et transformer la rue centrale du village par des aménagements importants (trottoirs, enfouissement des lignes électriques...). Son successeur Roger Monnier a poursuivi la transformation du village en favorisant l'implantation d'un lotissement d'habitations et en restructurant la place devant la mairie elle-même réaménagée. Aujourd'hui la gestion assainie de la commune est pour une part intégrée à celle de la Communauté de communes du Pays des Lacs et au  nouveau Canton de Saint-Laurent-en-Grandvaux créé en 2015.

## Démographie
L'évolution du nombre d'habitants est connue à travers les recensements de la population effectués dans la commune depuis 1793. Pour les communes de moins de 10 000 habitants, une enquête de recensement portant sur toute la population est réalisée tous les cinq ans, les populations de référence des années intermédiaires étant quant à elles estimées par interpolation ou extrapolation. Pour la commune, le premier recensement exhaustif entrant dans le cadre du nouveau dispositif a été réalisé en 2005.

En 2022, la commune comptait 73 habitants, en évolution de −1,35 % par rapport à 2016 (Jura : −0,81 %, France hors Mayotte : +2,11 %).
| 1793 | 1800 | 1806 | 1821 | 1831 | 1836 | 1841 | 1846 | 1851 |
| ---- | ---- | ---- | ---- | ---- | ---- | ---- | ---- | ---- |
| 258  | 272  | 307  | 318  | 284  | 258  | 241  | 238  | 276  |

| 1856 | 1861 | 1866 | 1872 | 1876 | 1881 | 1886 | 1891 | 1896 |
| ---- | ---- | ---- | ---- | ---- | ---- | ---- | ---- | ---- |
| 261  | 215  | 201  | 186  | 187  | 202  | 165  | 171  | 162  |

| 1901 | 1906 | 1911 | 1921 | 1926 | 1931 | 1936 | 1946 | 1954 |
| ---- | ---- | ---- | ---- | ---- | ---- | ---- | ---- | ---- |
| 138  | 138  | 114  | 117  | 109  | 94   | 82   | 85   | 92   |

| 1962 | 1968 | 1975 | 1982 | 1990 | 1999 | 2005 | 2006 | 2010 |
| ---- | ---- | ---- | ---- | ---- | ---- | ---- | ---- | ---- |
| 68   | 52   | 50   | 47   | 35   | 40   | 49   | 48   | 67   |

| 2015 | 2020 | 2022 | - | - | - | - | - | - |
| ---- | ---- | ---- | - | - | - | - | - | - |
| 74   | 75   | 73   | - | - | - | - | - | - |

La population diminuait régulièrement depuis plusieurs décennies mais son vieillissement s'est corrigé par de nouvelles installations dans des appartements aménagés par la commune et par la construction de résidences principales faites par de nouveaux habitants qui travaillent à l'extérieur du village : Fontenu compte d'ailleurs à la fin 2009 plus d'une quinzaine d'enfants. Cependant une maison sur deux du vieux village est une résidence secondaire, occupée principalement durant la belle saison.
Les habitants de Fontenu s'appellent les "Roclins" par référence aux roches qui sont une des marques dominantes du paysage.

## Économie
Le petit village de Fontenu continue à pratiquer pour l'essentiel l'élevage de vaches laitières de race montbéliarde pour la fabrication de comté, mais le nombre d'agriculteurs a fortement diminué : si les "cultivateurs" étaient encore une douzaine dans les années 1950, il ne reste depuis 2009 qu'un seul exploitant agricole au village.

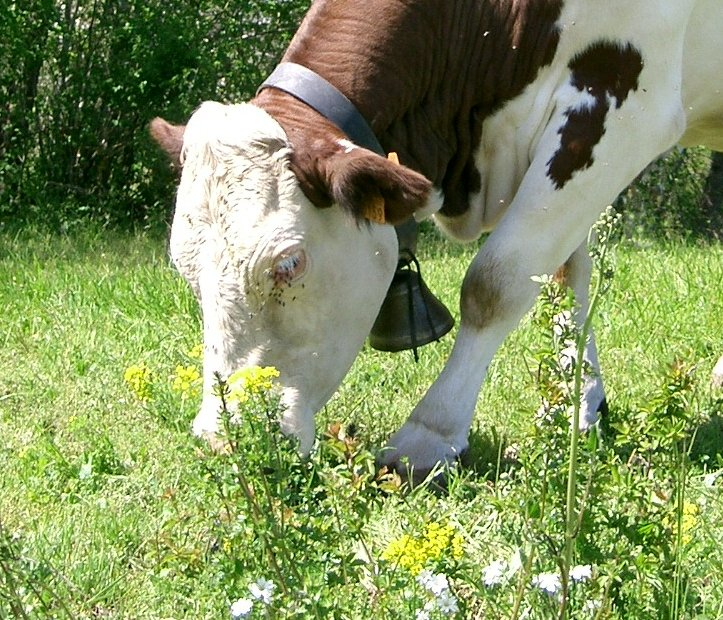
Montbéliarde jurassienne.

L'afflux de touristes généré en été par le lac de Chalain situé sur le territoire de la commune touche en partie l'activité du village : des résidents secondaires assez nombreux viennent passer une partie des vacances dans des maisons qu'ils font restaurer et les importantes retombées des nuitées du camping constituent un apport significatif pour le budget de la commune.
La belle saison est d'ailleurs plutôt courte dans ce pays de moyenne montagne aux hivers souvent marqués qui isolent les petits villages des environs sans apporter les conditions d'un tourisme de sport d'hiver : il faut monter sur le troisième plateau pour pratiquer le ski de fond.
Une partie importante du territoire de la commune est boisée avec des taillis naturels de feuillus et des plantations de résineux qui se développent sur les prés éloignés abandonnés par l'agriculture. La pratique de l'affouage persiste et le chauffage au bois reste prédominant.

## Culture locale et patrimoine

### Lieux et monuments

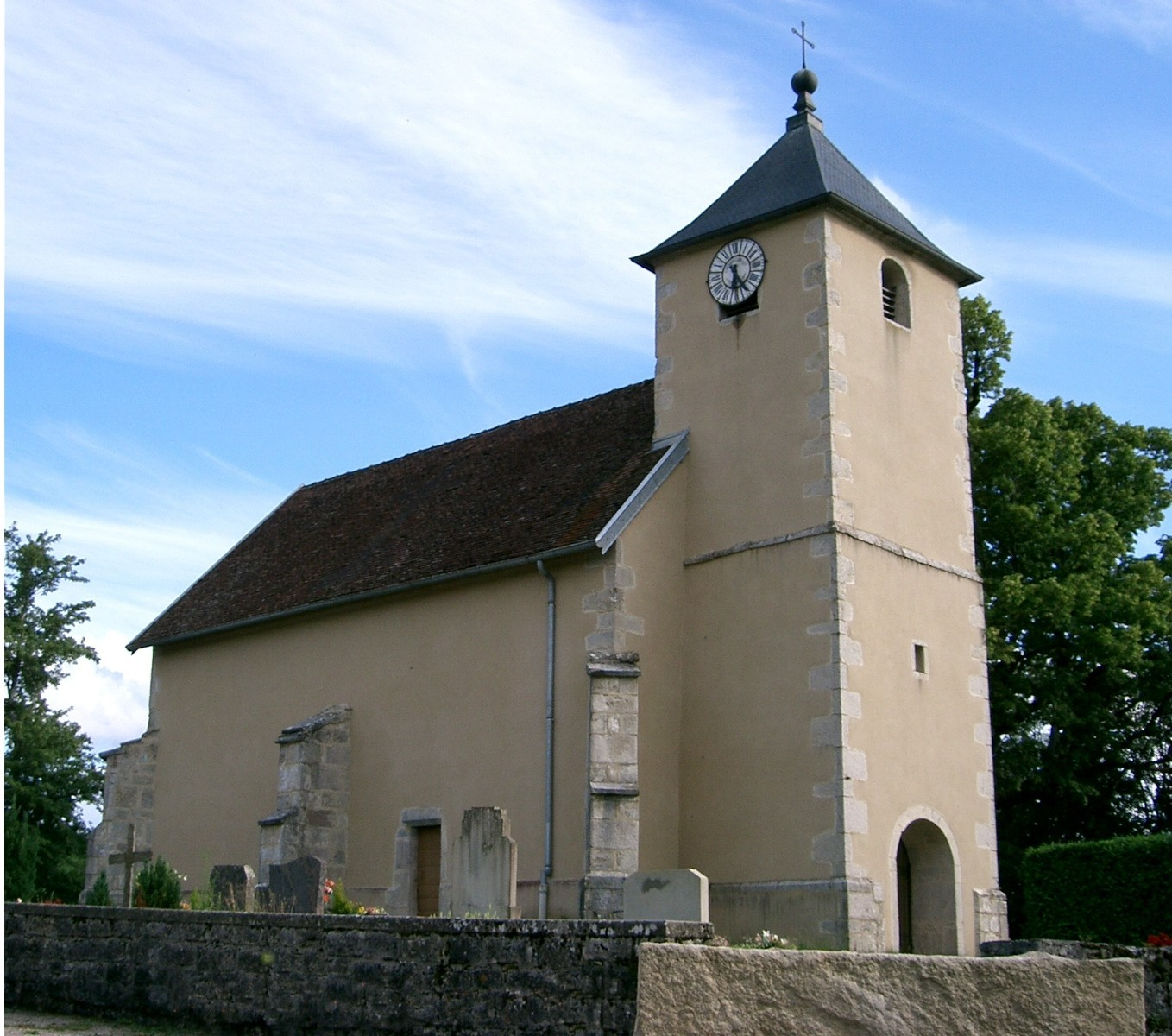
Chapelle de Fontenu

- Chapelle du XVIIe siècle avec des éléments gothiques qui domine le village et le lac de Chalain. Un document administratif de 1816 parle de « l'église supprimée de Fontenu », ce qui permet de penser qu'elle était encore desservie avant la Révolution et qu'ensuite la nouvelle église de Saffloz l'a remplacée[22].
- Ruines du château de Chalain
- Patrimoine de pays : fontaines
- Site néolithique à l'extrémité ouest du lac

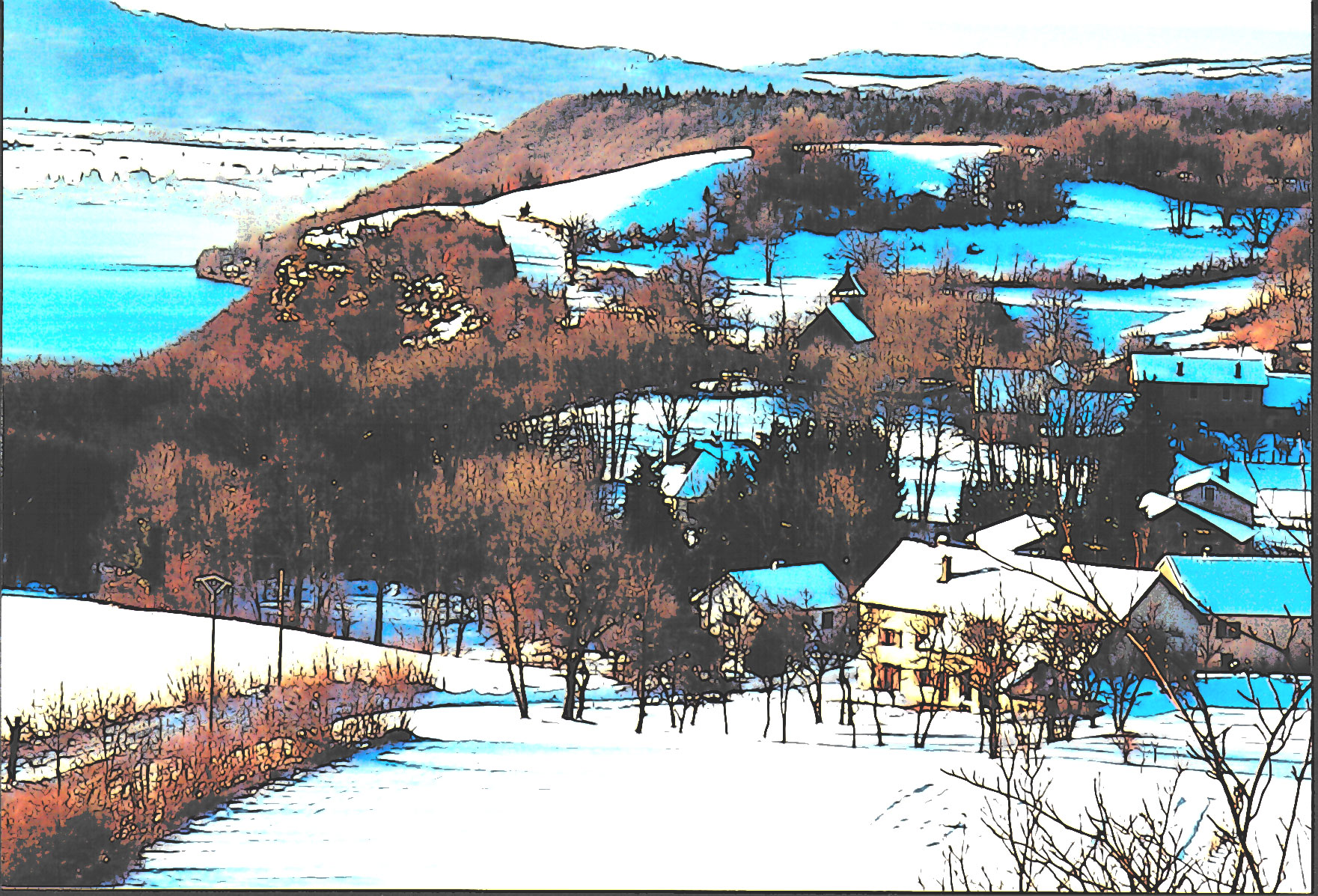
Le village de Fontenu en hiver.
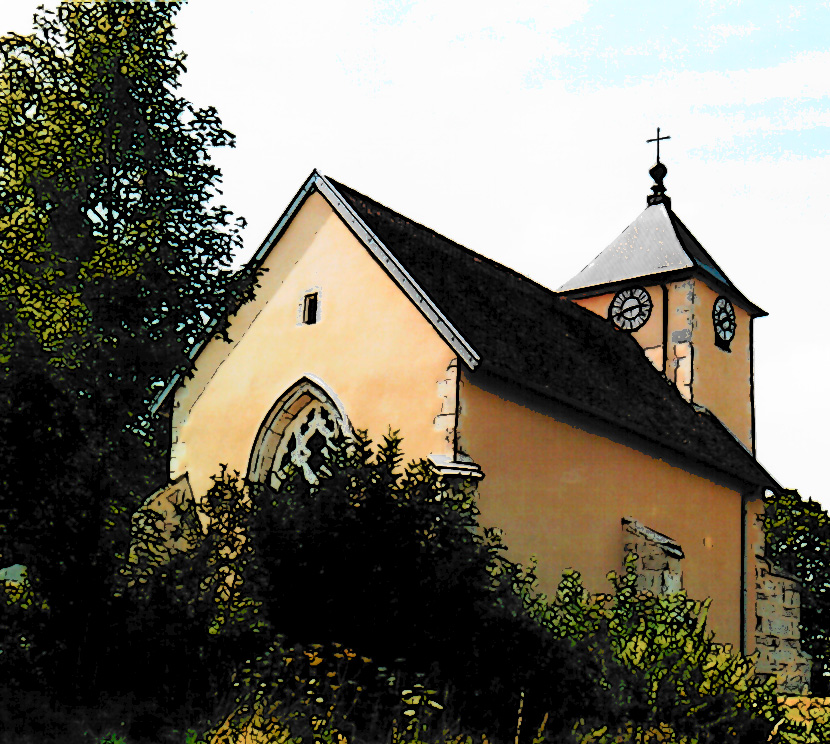
La nef de la chapelle de Fontenu.
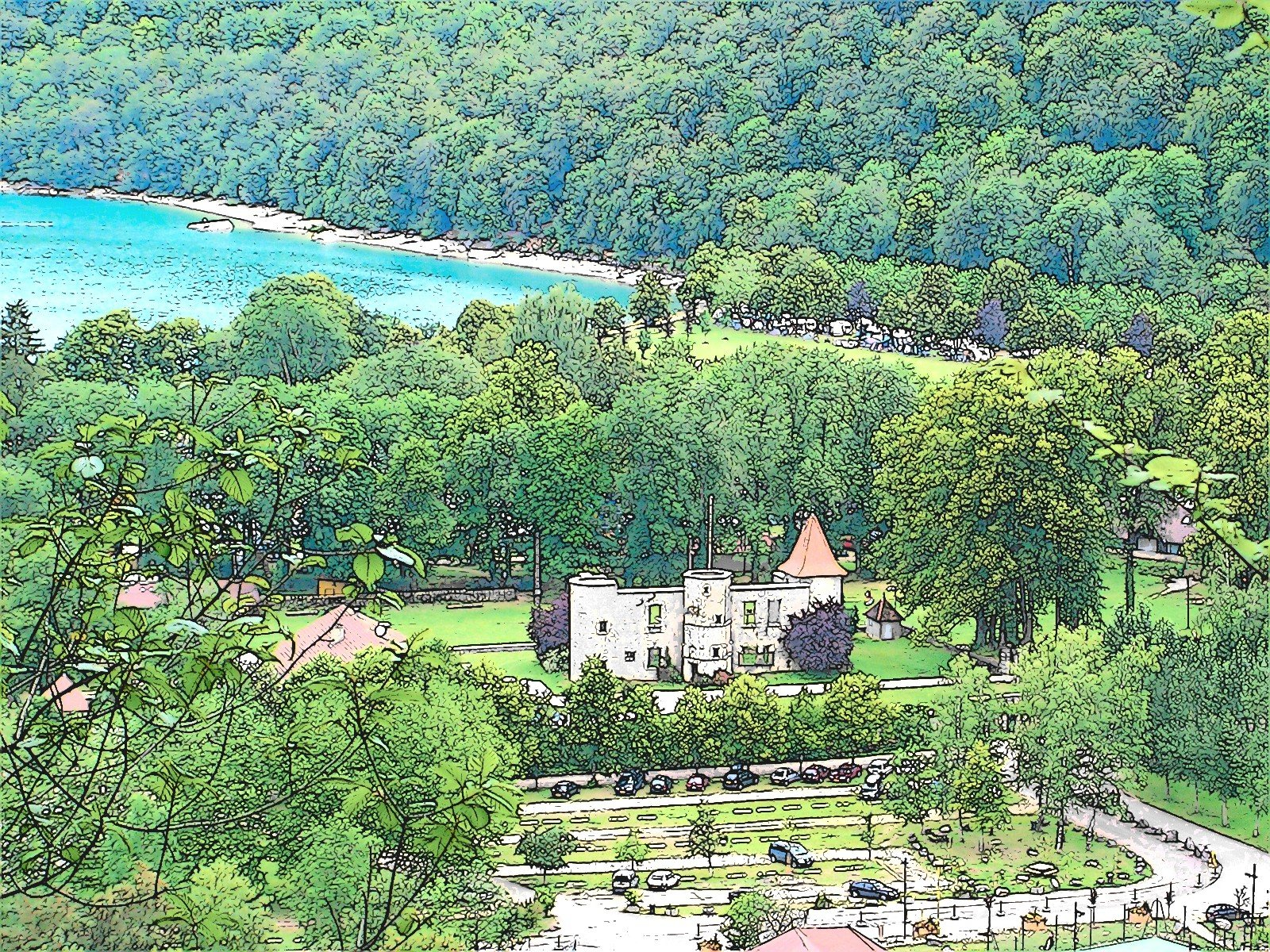
Ruines de l'ancien château de Chalain - Fontenu.
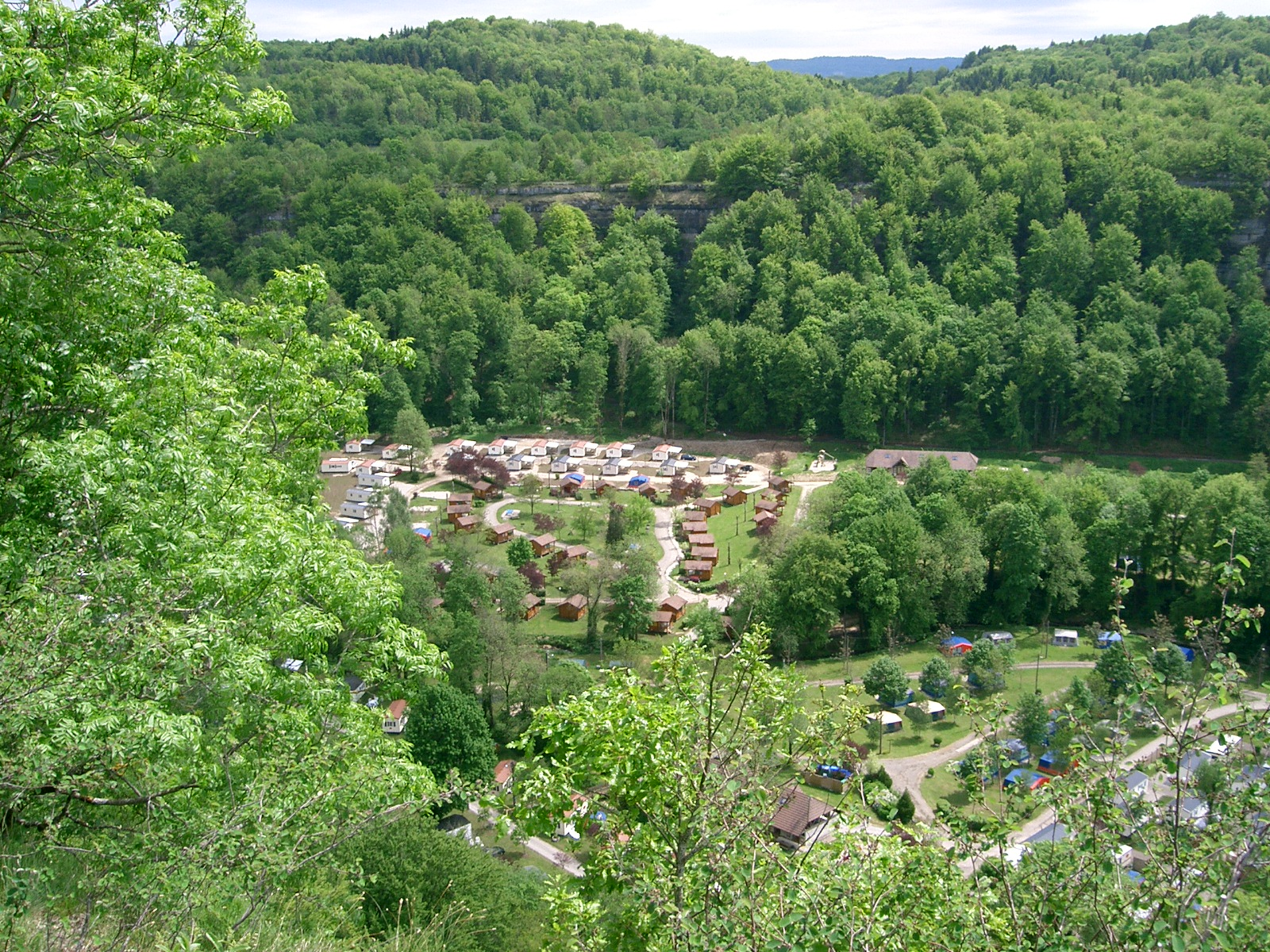
Camping de Chalain - Fontenu.
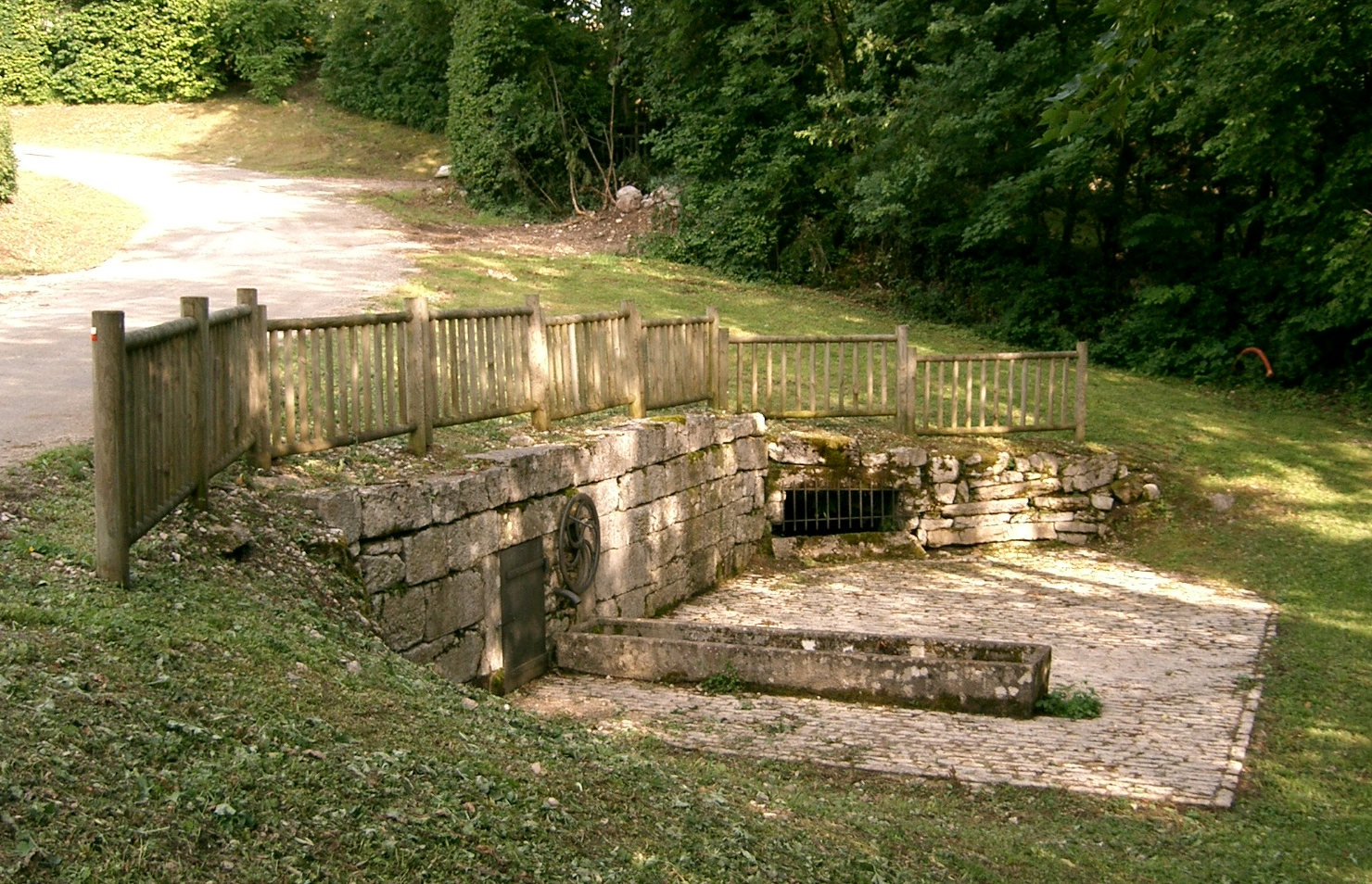
Une des fontaines à l'origine du nom du village de Fontenu.
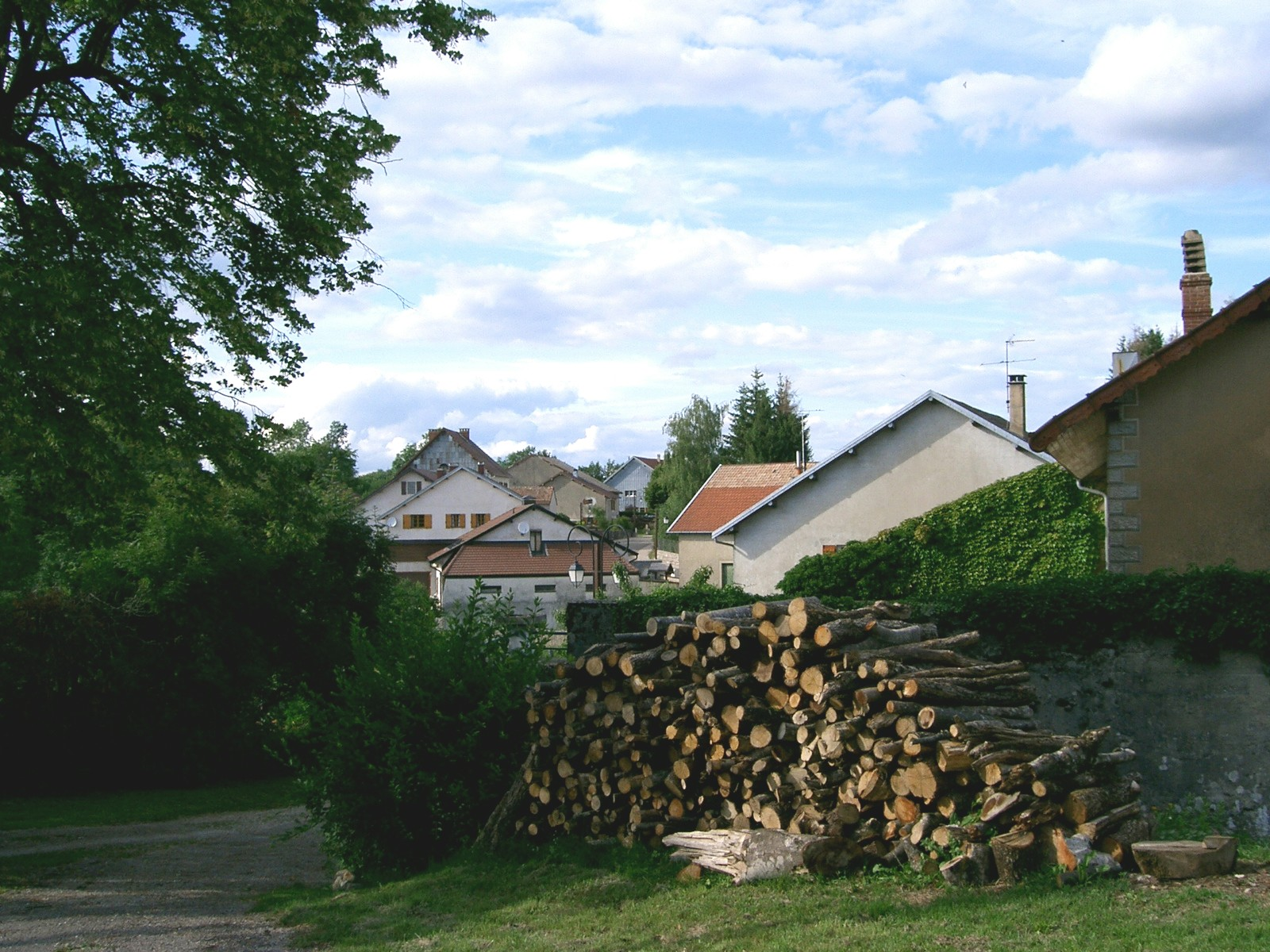
Quelques maisons du centre du village de Fontenu.
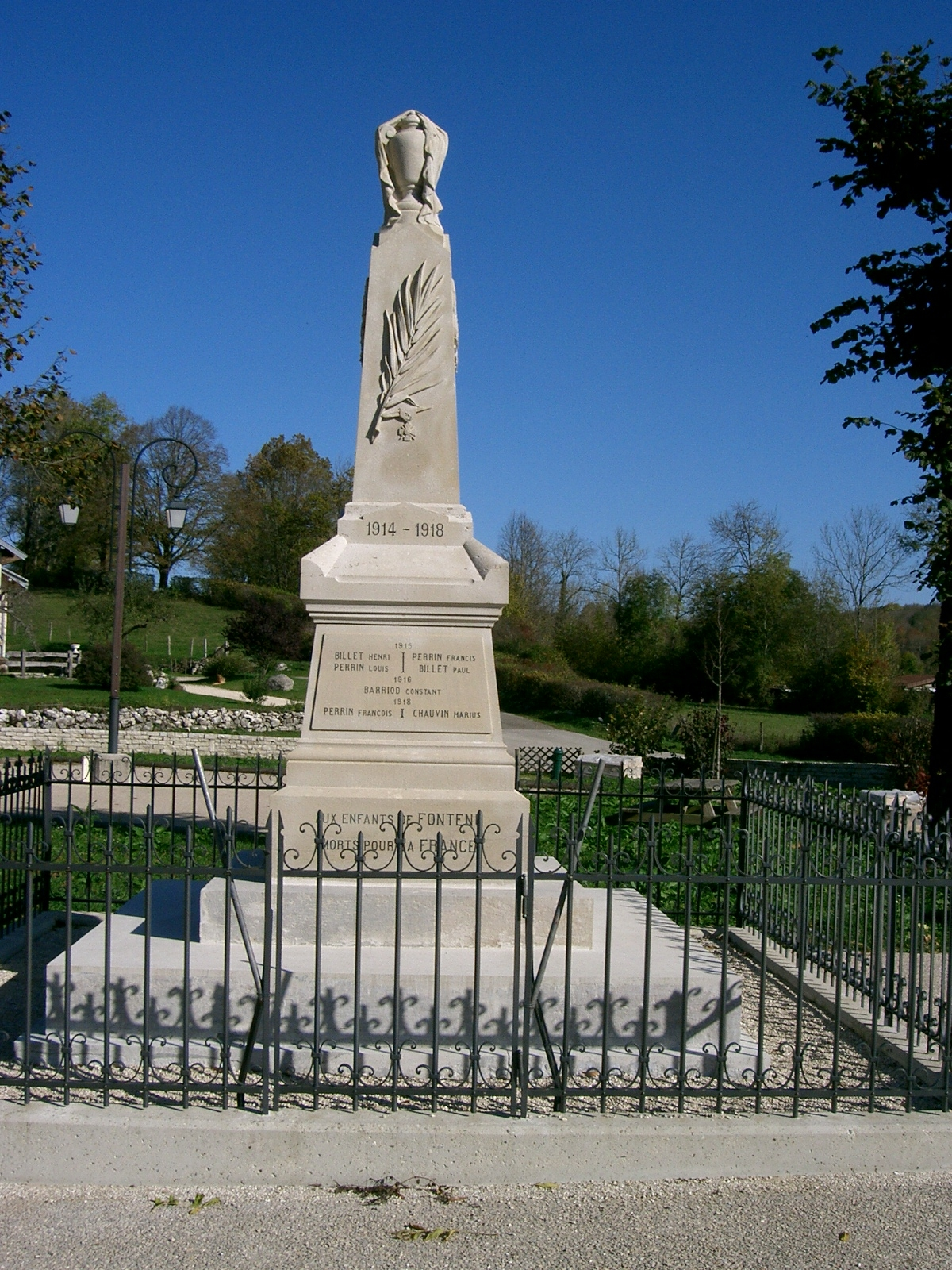
Monument aux morts de Fontenu.
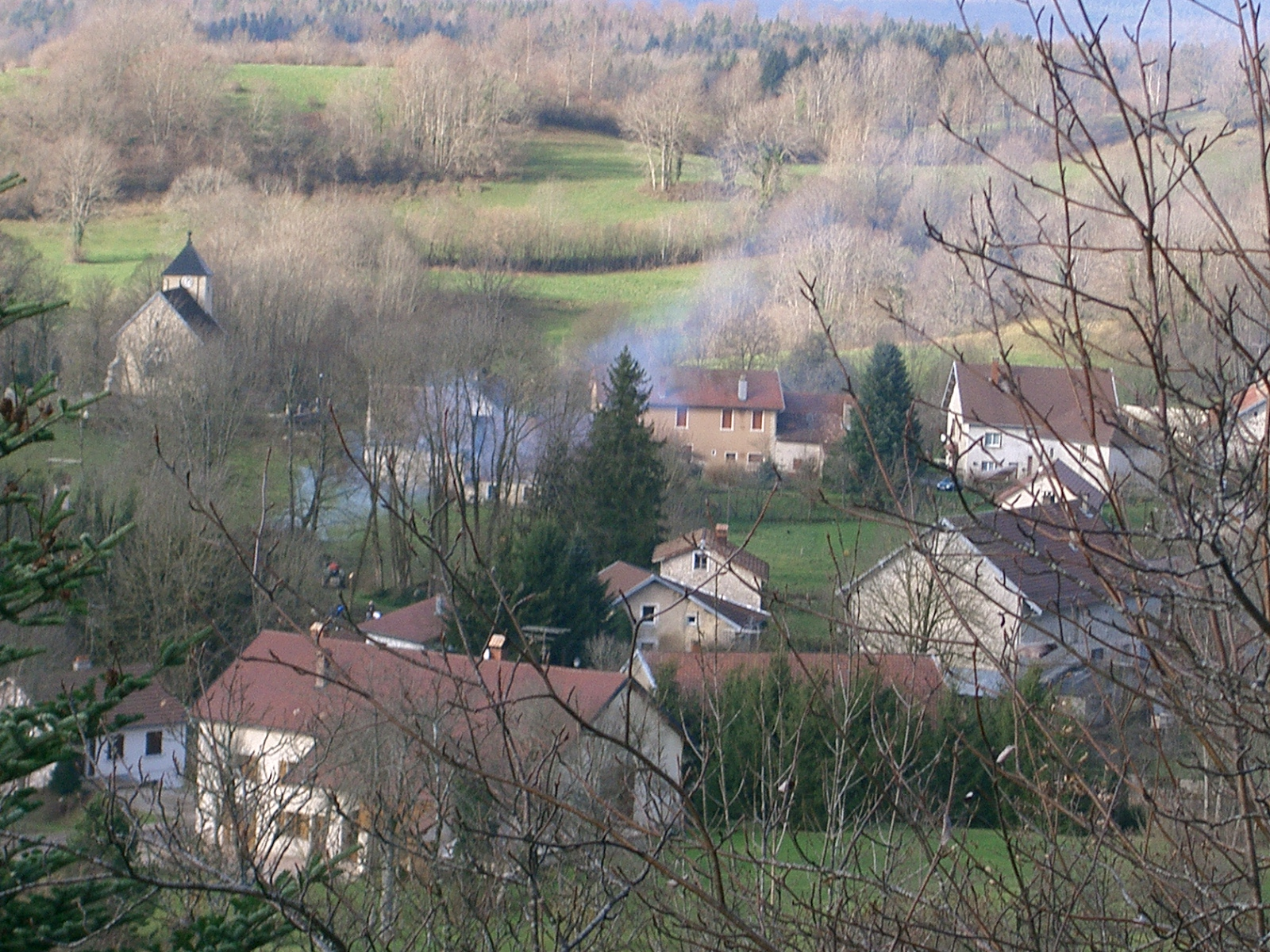
Le cœur du village.
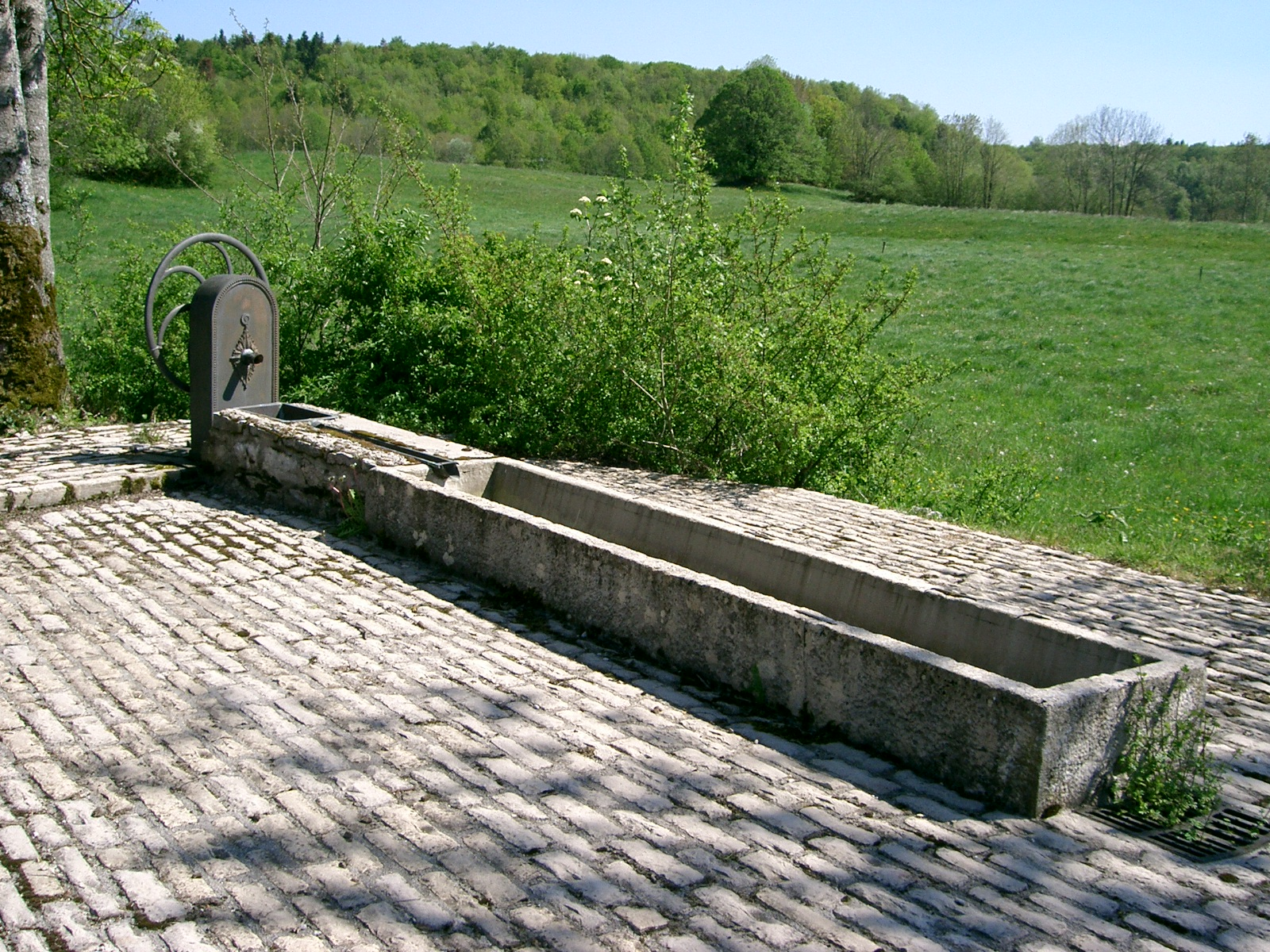
Fontaine restaurée.
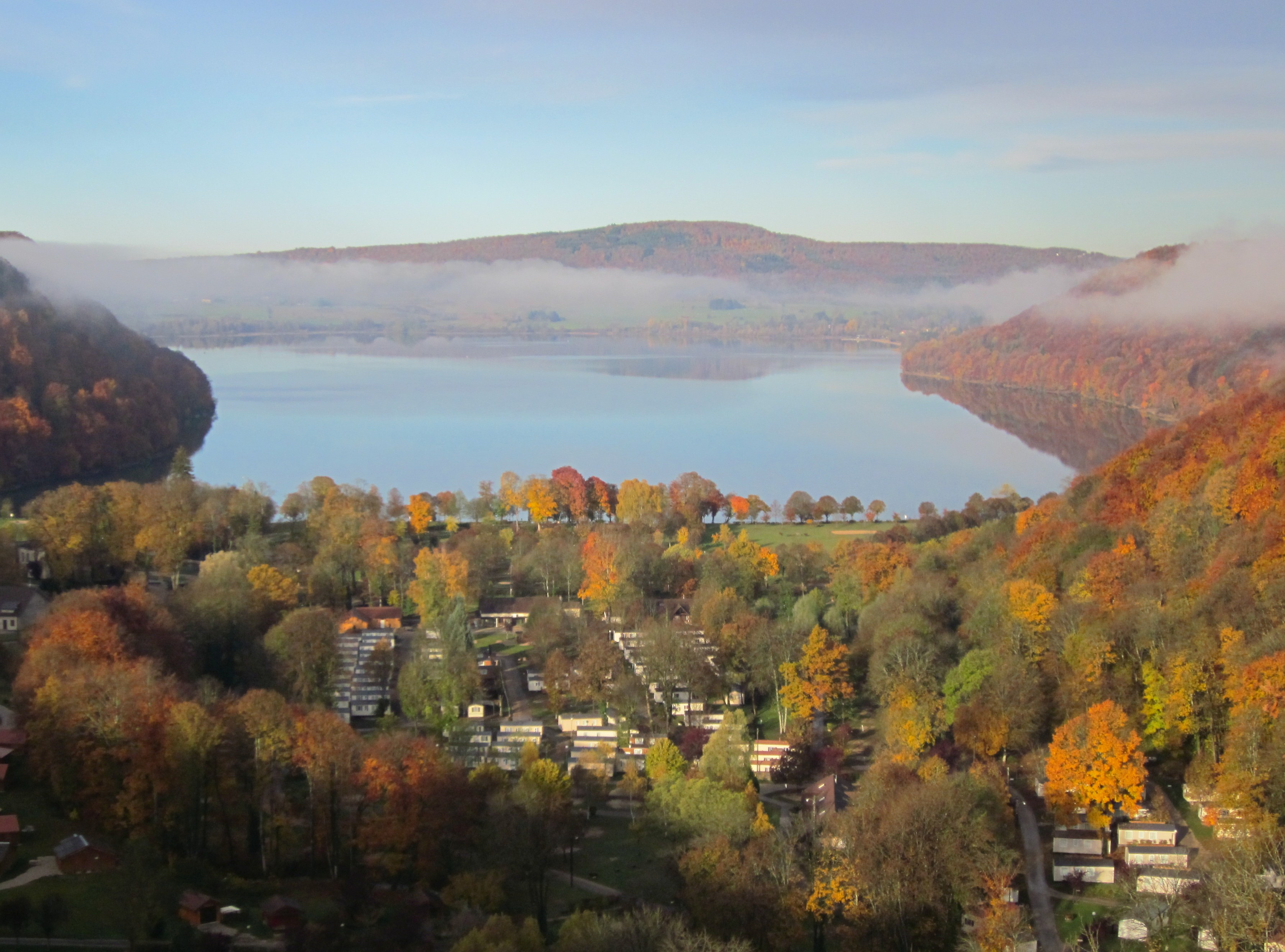
Le lac de Chalain en automne.
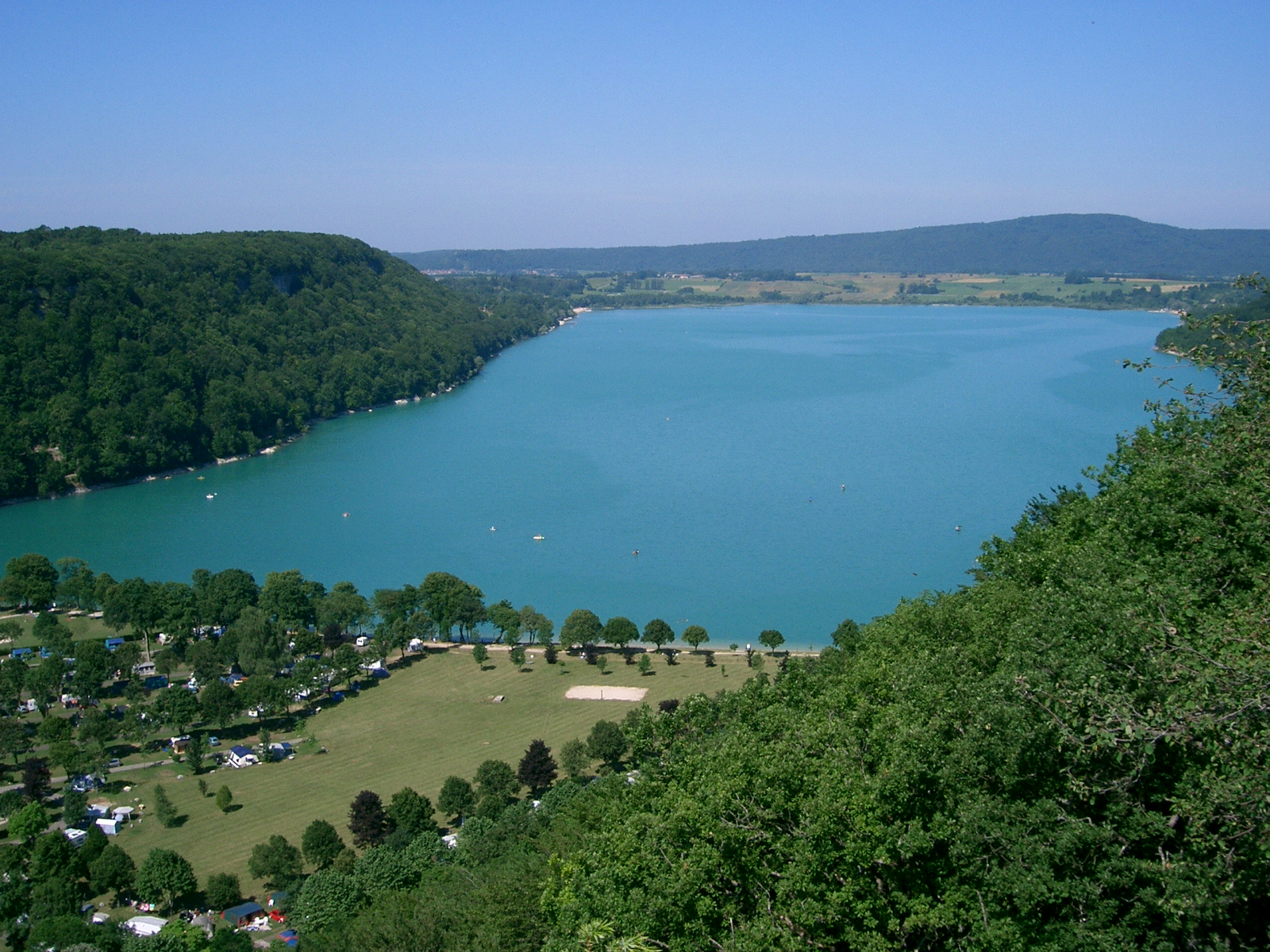
Domaine de Chalain - Fontenu.
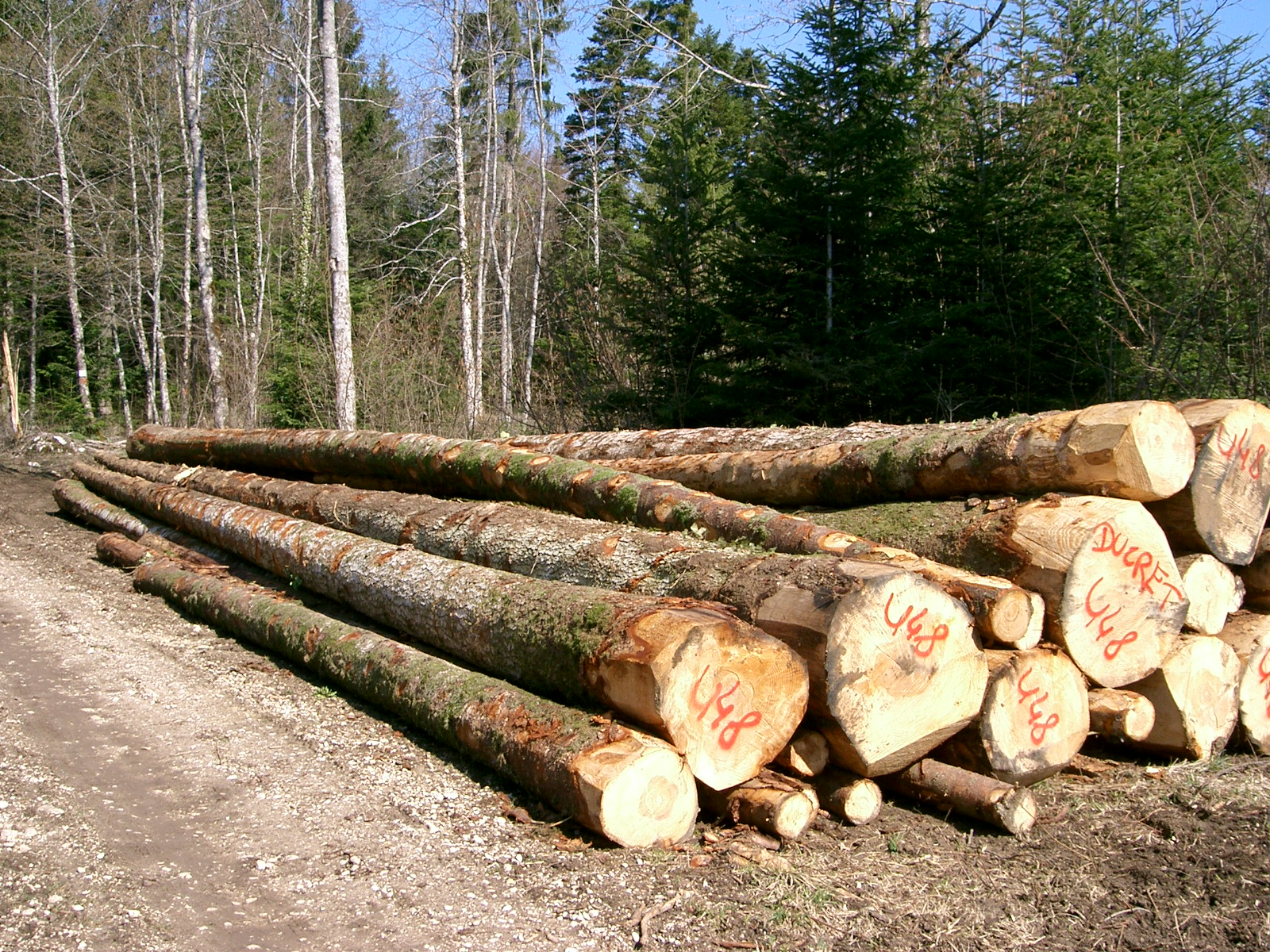
Exploitation forestière.

### Personnages liés à la commune
Remarque : Le village jurassien de Fontenu n'a aucun lien avec l'abbé de Fontenu, membre de l'Académie des inscriptions et belles-lettres au XVIIIe siècle dont le nom de famille venait d'un château du Poitou détruit au XVIe siècle.